# 와카바야시역 (아이치현)
와카바야시역(일본어: 若林駅, わかばやしえき)은 일본 아이치현 도요타시에 소재하는 나고야 철도 미카와선의 역이다. 역 번호는 MY03이다.

## 역 구조
섬식 승강장 1면 2선의 지상역이다. 일본의 철도는 통상적으로 진행 방향에 대하여 왼쪽에 정차하지만 본 역은 구내 건널목의 위치 관계로 인하여 승차하는 고객의 안전을 확보하기 위해, 오른쪽에 정차한다(옆의 다케무라 역도 동일).
본 역은 특근역으로 오전 7시 ~ 오전 11시까지는 역무원이 주재하고 있지만 그 외 다른 시간은 역 집중 관리 시스템에 의해서 도요타 시 역에서 관리되고 있다(이 시스템의 도입 전까지는 오후 7시까지 역무원이 주재하였다.)

### 승강장
| 번호 | 노선        | 방향 | 행선                   |
| ---- | ----------- | ---- | ---------------------- |
| 1    | ■ 미카와 선 | 상행 | 지류・나고야 방면      |
| 2    | ■ 미카와 선 | 하행 | 도요타 시・사나게 방면 |

## 역 주변
도요타 시 남부의 전원 지대에 있는 역이다. 역 서쪽에는 전원 풍경이 펼쳐진다. 역 서점 및 출입구는 동쪽에 있고, 역전에는 "도요타 오게 버스"가 발착하는 로터리도 있다. 역 동쪽은 상가와 주택이 혼재하는 와카바야시 지구의 중심이다. 그 주택 골목을 지나 1km의 거리에는 도요타미나미 고등학교가 있어 아침 저녁의 러시아워에는 고교생으로 붐볐다. 역 서쪽은 역사에서 선로에 끼고 북쪽으로 200m 거리에 있는 건널목을 건널 필요가 있다. 건널목을 건넌 곳에 와카바야시 교류관이 있어 "만남 버스" 정거장이다. 전원 지대를 빠져 나가면 더 서쪽으로 1.5km가량 이동하면 국도 제155호선을 따라 도요타 시립 다카오카 중학교, 도요타 시청 다카오카 지소와 니시미카와 자동차 검사 등록 사무소가 있다.
- 아이치 현립 도요타미나미 고등학교
- 도요타 시립 와카바야시히가시 초등학교
- 도요타 시립 와카바야시니시 초등학교
- 도요타 시립 와카조노 초등학교
- 맥 클리어 와카조노점
- 도미 와카바야시점
- 도요타 타카오카 우체국
- 오카자키 신용 금고 다카오카 지점
- 도요타 신용 금고 다카오카 지점
- 국도 제155호선
- 아이치 현도 12호 도요타잇시키 선
- 아이치 현도 56호 나고야오카자키 선
- 야마노후 와카바야시점

## 역사
- 1920년 7월 5일: 미카와 철도 역으로 영업 개시.
- 1941년 6월 1일: 미카와 철도가 나고야 철도와 합병되어 동사의 미카와 선의 역이 됨.
- 1962년 9월: 역사 개축.
- 1965년 1월 1일: 화물 영업 폐지, 측선 철거.
- 2001년 6월 30일: 특근화(역원 배치 시간은 7:00 ~ 19:00).
- 2003년 10월 1일: 역원 배치 시간을 7:00 ~ 11:00로 단축, 역 집중 관리 시스템 및 트랜 패스 도입.
- 2011년 2월 11일: IC카드 승차권 "manaca" 공용 개시.
- 2012년 2월 29일: 트랜 패스 공용 종료.

## 인접역
| 나고야 철도 미카와선      | 나고야 철도 미카와선 | 나고야 철도 미카와선          |
| ------------------------- | -------------------- | ----------------------------- |
| MY04 다케무라 사나게 방면 |                      | 미카와야쓰하시 MY02 지류 방면 |